# ながおか町口御門
ながおか町口御門 （ながおかまちぐちごもん） は、新潟県長岡市表町二丁目の都市再開発により建造された建築物。事業名称は大手通表町西地区第一種市街地再開発事業。

## 概要
再開発ビルの整備位置には、かつて長岡城の町口御門があり、地方創生のシンボルとしてながおか町口御門の名称が公募により決定された。
再開発事業の区域は5,460 m2で、社会福祉センターなどが再開発ビルに入居する。長岡市の社会福祉センターは水道町から本再開発ビルに移転し、新たにトモシアの愛称がつけられた。長岡市の福祉の中枢拠点として位置づけられている。
本再開発区域に隣接して大手通坂之上町地区第一種市街地再開発事業が実施されており、米百俵プレイスが建設された。大手通坂之上町地区市街地第一種再開発事業は当初、大手通表町西地区に対して大手通東地区市街地再開発事業とされていたが、規模拡大に伴い改称された。

## 沿革
- 1998年（平成10年）8月 - 大手通表町地区市街地再開発準備組合[2]。
- 2009年（平成21年）
  - 5月 - 大手通表町地区の西側を先行して事業化に向けた検討を進める[2]。
  - 11月 - 大手通表町西地区市街地再開発準備組合が設立[2]。
- 2012年（平成24年）2月 - 都市計画決定[2]。
- 2013年（平成25年）5月10日 - 市街地再開発組合設立認可[2][3]。
- 2014年（平成26年）
  - 7月 - 権利変換計画認可[2]。
  - 8月 - 解体除却工事着手[2]。
- 2015年（平成27年）1月 - 建築工事着手[2]。
- 2016年（平成28年）
  - 9月30日 - 建築工事竣工[2]。
  - 11月1日 - 社会福祉センター「トモシア」がオープン[5]。
- 2017年（平成29年）7月 - 市街地再開発組合解散認可[2]。

## フロア構成
出典：
|       | 高層棟                       | 中層棟                               |
| ----- | ---------------------------- | ------------------------------------ |
| 7-14F | 共同住宅                     | -                                    |
| 5・6F | 共同住宅                     | 有料老人ホーム                       |
| 4F    | 共同住宅                     | 有料老人ホーム                       |
| 3F    | 社会福祉センター「トモシア」 | 社会福祉センター「トモシア」・学習塾 |
| 2F    | 社会福祉センター「トモシア」 | 社会福祉センター「トモシア」・学習塾 |
| 1F    | 社会福祉センター「トモシア」 | 学習塾・歯科クリニック               |